# 上哈茨山的水利工程
上哈茨山的水利工程（德語：Oberharzer Wasserregal）是德國的一處水利工程系統的總稱，位於德國中部上哈茨山。上哈茨山的水利工程大多修建於16世紀至19世紀期間，主要為了採礦而興建。上哈茨山的水利工程是世界規模最大和最重要的歷史上的礦業水利系統之一。2010年，上哈茨山的水利工程被列入世界文化遺產。

## 外部連結
- Upper Harz Water Regale （页面存档备份，存于）
- Location plan by the Harzwasserwerke for the currently active facilities (PDF; 679 kB)